# Deconstruction (album)
Pour les articles homonymes, voir Déconstruction.
Albums de The Devin Townsend Project
Addicted
(2009) Ghost
(2011)
Deconstruction est le treizième album de Devin Townsend, musicien metal multi-instrumentiste. Cet album est aussi le troisième de sa quadrilogie entamée avec Ki, suivie d'Addicted ; le quatrième album, Ghost, est sorti simultanément.

## Liste des titres
| No  | Titre                                    | Durée |
| --- | ---------------------------------------- | ----- |
| 1.  | Praise the Lowered                       | 6:02  |
| 2.  | Stand                                    | 9:36  |
| 3.  | Juular                                   | 3:46  |
| 4.  | Planet of the Apes                       | 10:59 |
| 5.  | Sumeria                                  | 6:37  |
| 6.  | The Mighty Masturbator                   | 16:28 |
| 7.  | Pandemic                                 | 3:29  |
| 8.  | Deconstruction                           | 9:27  |
| 9.  | Poltergeist                              | 4:25  |
| 10. | Ho Krll (piste bonus exclusive à iTunes) | 5:50  |

## Musiciens
- Devin Townsend – Chant, Guitare, Basse, Clavier, Programmation
- Ryan Van Poederooyen – Batterie sur les titres 1, 2, 4, 6
- Dirk Verbeuren (Soilwork, Scarve, Megadeth) – Batterie sur les titres 3, 5, 6, 7, 8 et  9
- Paul Kuhr (Novembers Doom) – Chant sur "Praise the Lowered"
- Mikael Åkerfeldt (Opeth, ex-Bloodbath) – Chant sur  "Stand"
- Ihsahn (ex-Emperor) – Chant sur "Juular"
- Tommy Giles Rogers (Between the Buried and Me) – Chant sur "Planet of the Apes"
- Joe Duplantier (Gojira) – Chant sur "Sumeria"
- Paul Masvidal (ex-Death, Cynic) – Chant sur "Sumeria"
- Greg Puciato (The Dillinger Escape Plan) – Chant sur "The Mighty Masturbator"
- Floor Jansen (Nightwish, ex-After Forever, ex-ReVamp) – Chant sur "Pandemic"
- Oderus Urungus (Gwar) – Chant sur "Deconstruction"
- Fredrik Thordendal (Meshuggah) – Solo de guitare sur "Deconstruction"
- Prague Philharmonic Orchestra – Orchestre